# Annieopsquotch Mountains
Annieopsquotch Mountains ist eine etwa 55 km lange Bergkette im zentralen Neufundland. 
Die Bergkette erreicht eine Höhe von bis zu 690 m Seehöhe. Sie verläuft in nordöstlicher Richtung zwischen dem Flusstal des Lloyds River im Nordwesten und dem Victoria Lake im Südosten. Das Gestein besteht aus 500 Millionen Jahre altem Ozeanboden. Annieopsquotch bedeutet in der Micmac-Sprache „schreckliche Felsen“.